# Frankfurter Hadamar-Prozess
Der Frankfurter Hadamar-Prozess in der Sache Adolf Wahlmann u.a. (24 weitere Angeklagte) fand vom 24. Februar bis 26. März 1947 vor der Strafkammer des Landgerichts Frankfurt am Main statt. Es war nach dem Wiesbadener Hadamar-Prozess das zweite Strafverfahren, das die Krankenmorde in der Tötungsanstalt Hadamar strafrechtlich aufarbeitete, die die Nationalsozialisten euphemistisch „Euthanasie“ oder „Gnadentod“-Aktion nannten. Der Prozess war der dritte der frühen Frankfurter „Euthanasie“-Prozesse.

## Hintergrund

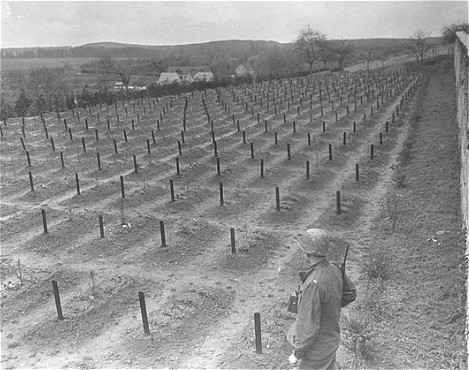
Friedhof nach der Befreiung, 5. April 1945

Die Heil- und Pflegeanstalt Hadamar des Bezirksverbandes Nassau war im Rahmen der T4-Aktion und später der sogenannten dezentralen  „Euthanasie“ ab Ende 1940 als Tötungsanstalt für nahezu fünfzehntausend Menschen genutzt worden. Die Opfer waren somatisch oder psychisch erkrankte Menschen, aber auch jüdische Kinder. Als Ende März 1945 die Morde in der Tötungsanstalt von amerikanischen Truppen nach Hinweisen aus der Bevölkerung erkannt wurden, führten die amerikanischen Besatzungsbehörden den Wiesbadener Hadamar-Prozess zur Ermordung von 476 polnischen und russischen tuberkulosekranken Zwangsarbeitern vor einem amerikanisches Militärtribunal wegen Kriegsverbrechen durch. Anklage wegen der Ermordung der deutschen Patienten war nach dem geltenden Völkerrecht nicht möglich. Schwestern, die teilweise die Tötung deutscher psychisch erkrankter Patienten zugegeben hatten, konnten nicht angeklagt werden. Nach deren Freilassung und der Urteilsverkündung der Amerikaner erstattete der stellvertretende Bürgermeister Anzeige bei der Staatsanwaltschaft Limburg und im Dezember 1945 entschied das hessische Justizministerium, dass die Frankfurter Staatsanwaltschaft zentral zu den Krankenmorden in allen nassauischen Anstalten ermitteln sollte. Im April 1946 wurde eine erste Anklageschrift, die nur vier Pflegerinnen von Hadamar betraf, vom Ministerium unter Hinweis auf die Rolle der Gemeinnützigen Stiftung für Anstaltspflege zurückgewiesen. Es sollte landesweit nach allen Angehörigen der Stiftung gefahndet werden. Jeder Arzt, Pfleger oder Büroangestellte, der an dem organisierten Massenmord mitgewirkt habe, sei des gemeinschaftlichen Mordes schuldig. Es sei ein weiterer Personenkreis zur Rechenschaft zu ziehen.
In Frankfurt fanden dann 1946/47 drei getrennte Prozesse wegen Massentötungen zu den nassauischen Anstalten Eichberg, Kalmenhof und Hadamar statt. Angeklagt wurde jeweils Personal der Anstalten. T4-Gutachter und T4-Organisatoren, gegen die ebenfalls ermittelt worden war, standen dort nicht unter Anklage. Die Verfahren gegen sie waren zuvor an Staatsanwaltschaften in anderen Städten abgegeben worden und die Beschuldigten teilweise unauffindbar.

## Prozess

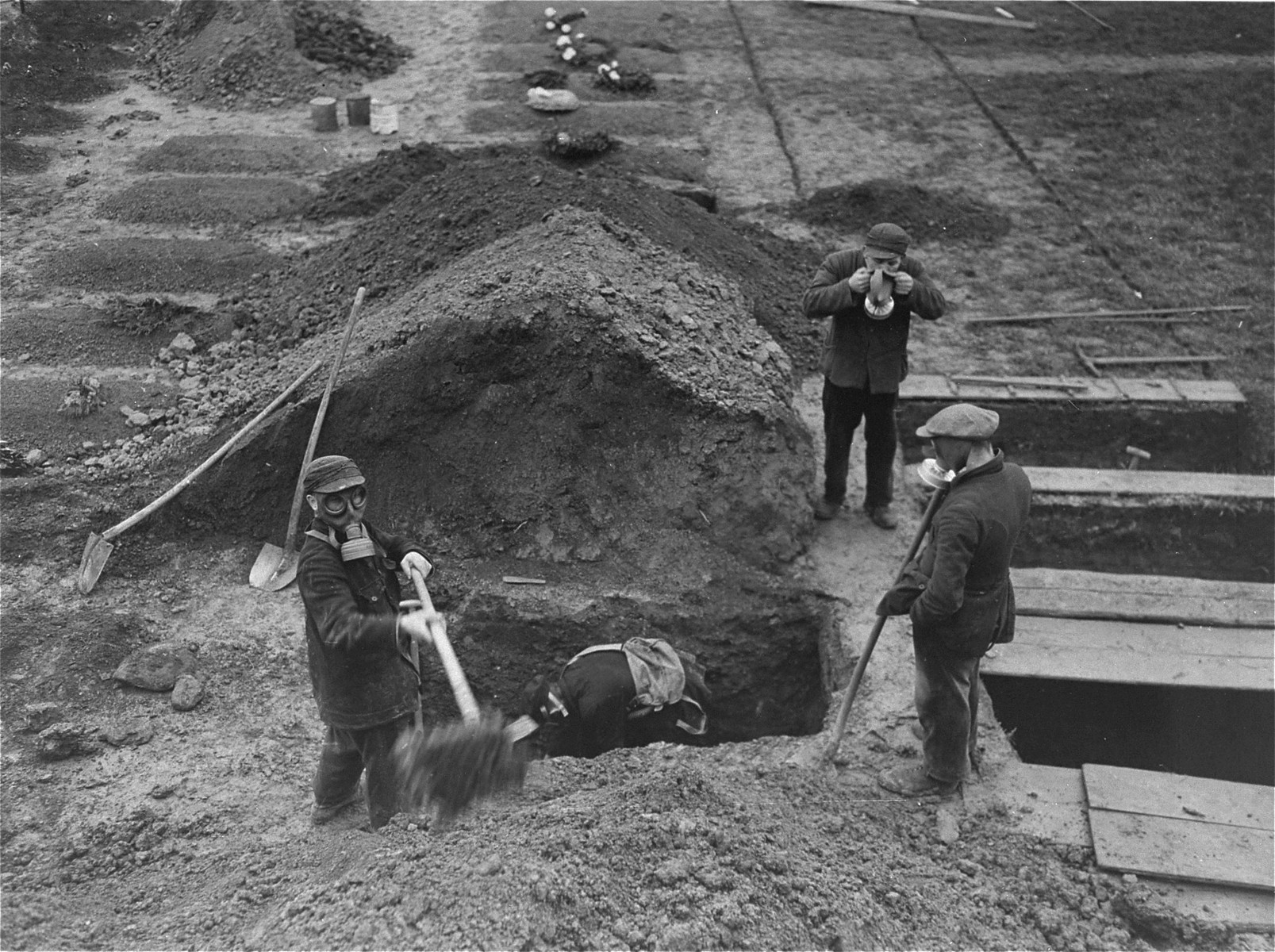
Exhumierung, 5. April 1945

Der Prozess zu Hadamar fand vor der Frankfurter Strafkammer unter Vorsitz von Landgerichtsrat Alexander Wirtzfeld vom 24. Februar bis 26. März 1947 statt. Die Anklageschrift hatte schon im August 1946 vorgelegen, die Angeklagten Adolf Wahlmann und Irmgard Huber, die bereits aus dem Wiesbadener Prozess eine Freiheitsstrafe verbüßten, waren von den Amerikanern aber erst im Dezember 1946 ausgeliefert worden.
Die Zulässigkeit der „Euthanasie“ (als Gnadentod) im wissenschaftlichen Sinn und was unter diesem Namen während des Nationalsozialismus in Hadamar wirklich geschehen war voneinander zu trennen, war in dem Verfahren zentral für Gerechtigkeit und um der historischen Wahrheit willen. Der ehemalige T4-Obergutachter Werner Heyde führte als Sachverständiger der Verteidigung aus, dass die „Vernichtung lebensunwerten Lebens“ in der medizinischen Wissenschaft stets ein hervorragendes Problem gewesen sei und selbst von deren Gegnern nie als unmoralisch oder unsittlich empfunden worden sei. Der Sachverständige Frankfurter Neurologe und Psychologe Karl Kleist lehnte den Begriff „lebensunwert“ persönlich ab und erklärte, dass die Zahl schwer defekter Menschen gering sei. Durch die Gesundheits- und Sozialpolitik der Nationalsozialisten wäre deren Zahl durch Unterversorgung und das Abstellen jeglicher Therapie künstlich hochgetrieben worden. Die Schrift Die Freigabe der Vernichtung lebensunwerten Lebens von Binding und Hoche sei 1920 in einer Wirtschaftskrise und vor dem Bekanntwerden therapeutischer Heilmethoden entstanden und Euthanasie wäre 1933 innerhalb der Psychiatrie kein Thema mehr gewesen.
Die Verteidigung verwies auf die Gesetzeskraft des Hitlerschen „Euthanasie“-Erlasses von 1939 und ein Gesetz habe die Tötungen legalisiert. Im Tyrannenstaat sei der Wille des Despoten Gesetz, was auch durch die Untätigkeit der Staatsanwaltschaften während der NS-Zeit belegt werde. Der ehemalige Wiesbadener Oberstaatsanwalt Quambusch und der ehemalige Hadamarer Amtsrichter Kuhl sagten dagegen aus, dass sie die Vorgänge schon damals für ungesetzlich und verbrecherisch gehalten hätten. Beide hatten folgenlose Berichte an ihre damaligen Vorgesetzten gesandt. Die Rolle der NS-Justiz, die die Morde auf Anweisung aus Berlin (Schlegelberger Konferenz) vertuscht hatte, wurde von der Staatsanwaltschaft zwar intern erörtert, im Prozess aber nicht thematisiert.

## Urteil
Das Gericht kam zu dem Urteil, dass es sich bei den Tötungen nicht um „Euthanasie“ (Gnadentod), sondern um die Massentötungen von Menschen aus rassischen oder politischen Gründen und aus materiellen Nützlichkeitsüberlegungen heraus gehandelt habe.
Zum  objektiven Tatbestand wurden Gorgass mindestens 1000 und Wahlmann 900 Tötungen als Täter zugerechnet. Das restliche Personal hätte an dem Programm mitgewirkt, was das Gericht als Beihilfe einstufte. Die Taten wären auch bei Annahme der Existenz eines NS-„Euthanasie“-Gesetzes objektiv rechtswidrig gewesen, weil ein solches Gesetz in krasser Form gegen die Grundsätze von Gerechtigkeit, Sittlichkeit und Moral verstoßen sowie die Heiligkeit des menschlichen Lebens missachtet hätte.
Das subjektive Mordmerkmal der Heimtücke sah das Gericht als erfüllt an, da die „Aktion“ auf „Unaufrichtigkeit, Verschlagenheit und Hinterhältigkeit“ beruhte und Angehörige und Opfer aufs schwerste getäuscht worden waren. Niedere Beweggründe oder Grausamkeit wollte das Gericht nicht als Tatmotiv erkennen, sondern attestierte den beiden angeklagten Ärzten „gewisse menschliche Schwächen“ und eine „gewisse Trägheit des Willens“. Strafminderung wegen Nötigung oder Befehlsnotstand gestand das Gericht den Angeklagten nicht zu, sondern wollte allenfalls einen „gewissen Untertanengeist“ und Mangel an Mut erkennen. Ein fehlendes Unrechtsbewusstsein wurde nicht angenommen, da die Angeklagten teilweise selbst zu ihren Gewissensbissen ausgesagt hatten und es ihnen offenbar war, dass es sich nicht um Sterbehilfe („wirkliche Euthanasie“) handelte, sondern dass unerwünschte Menschen ermordet werden sollten.
| Angeklagter        | Funktion      | Tat                 | Strafmass                                   |
| ------------------ | ------------- | ------------------- | ------------------------------------------- |
| Hans Bodo Gorgaß   | Anstaltsarzt  | mehr als 1000 Morde | Todesstrafe und Aberkennung der Ehrenrechte |
| Adolf Wahlmann     | Anstaltsarzt  | 900 Morde           | Todesstrafe und Aberkennung der Ehrenrechte |
| Irmgard Huber      | Oberschwester | Beihilfe zum Mord   | 8 Jahre Haft                                |
| Lydia Thomas       | Schwester     | Beihilfe zum Mord   | 3 Jahre Haft                                |
| Paul Reuter        | Pfleger       | Beihilfe zum Mord   | 4 Jahre 6 Monate Haft                       |
| Erich Moos         | Pfleger       | Beihilfe zum Mord   | 4 Jahre Haft                                |
| Christel Zielke    | Schwester     | Beihilfe zum Mord   | 3 Jahre 9 Monate Haft                       |
| Agnes Schrankel    | Schwester     | Beihilfe zum Mord   | 3 Jahre 6 Monate Haft                       |
| Bendedikt Härtle   | Pfleger       | Beihile zum Mord    | 3 Jahre 6 Monate Haft                       |
| Wilhelm Lückhoff   | Pfleger       | Beihilfe zum Mord   | 3 Jahre 1 Monat Haft                        |
| Margarete Borowski | Schwester     | Beihilfe zum Mord   | 2 Jahre 6 Monate Haft                       |

Eine Pflegerin, zehn Büroangestellte und zwei Personen vom technischen Personal wurden freigesprochen. Dem Büropersonal, das die Angehörigen mit falschen Sterbedaten und -ursachen getäuscht hatte, wurde fehlendes Unrechtsbewusstsein zugestanden. Sie hätten nicht erkannt, dass ihre Tätigkeit die gesamte Aktion oder auch Einzeltötungen gefördert habe.
Die Richter verzichteten auf die Beurteilung der „Vernichtung lebensunwerten Lebens“ als solches. Die Beibehaltung überlieferter diskriminierender Bezeichnungen für Kranke und Behinderte im Urteil zeigt, dass sie sich nicht aus überkommenen – nicht per se nationalsozialistischen – Denkschemata herauslösen konnten.
Im Revisionsverfahren vor dem Frankfurter Oberlandesgericht wurde im Urteil vom 20. Oktober 1948 nicht akzeptiert, dass durch die überspitzte Anforderung eines eigenen Mordwillens die eigenhändigen Tötungen der Schwestern und Pfleger nur als Beihilfe zum Mord gewertet worden waren. Das Gericht stellte klar, wer einen anderen mit eigener Hand töte, einen tödlichen Schuss abgebe oder Gift in die Speisen mische, sei ein Mörder. Das wirkte sich aber nicht mehr zum Nachteil der Angeklagten aus, da nur die Verteidigung Revision beantragt hatte.

## Nachgang
Der Frankfurter Prozess im Jahr 1947 war der letzte „Euthanasie“-Prozess, in dem harte Strafen verhängt wurden. Der Kalte Krieg führte in Deutschland zu einer Begnadigungspolitik für nationalsozailistische Verbrechen, im Prozess zur Tötungsanstalt Grafeneck betrug dann die Höchststrafe 1949 nur noch fünf Jahre Haft. In der deutschen Nachkriegsgesellschaft schlossen die Mediziner, das öffentliche Gesundheitswesen und die Juristen die Reihen, so dass viele Täter des T4-Mordprogramms, seien es Juristen, Verwaltungsbeamte oder Personal des öffentlichen Gesundheitswesens, der Strafverfolgung entgehen konnten.
Das Landgericht Frankfurt veröffentlichte wegen der Bedeutung der Fakten und Erkenntnisse die Urteilsbegründung in gedruckter Form, trotzdem geriet das detailreiche Wissen über die Euthanasie-Verbrechen für Jahrzehnte in Vergessenheit. Erst in den 1980ern wertete Ernst Klee umfangreich Ermittlungsakten der Frankfurter Staatsanwaltschaft zu den Frankfurter Euthanasie-Prozessen (darunter die Hadamar Ermittlungen) aus und klärte die bundesdeutsche Öffentlichkeit mit seinem Werk „‚Euthanasie‘ im NS-Staat“ über die Morde an kranken und behinderten Menschen auf.
Alle Verurteilten kamen durch Begnadigung oder das Aussetzen des Strafrestes auf Bewährung zwischen 1949 und 1958 wieder frei. Da die vorzeitige Freilassung von Gorgass im Jahr 1958 sehr kritisch aufgenommen wurde, sah sich der hessische Ministerpräsident Georg-August Zinn genötigt, in einem langen offenen Brief darauf zu verweisen, dass dies im Sinne der Gleichbehandlung erfolgt sei, da der Eichberg-Arzt Walter Schmidt bereits 1953 begnadigt worden war.